# 旧圣克拉拉
旧圣克拉拉是葡萄牙贝雅区的一个堂区。总面积99.42平方公里，总人口780人，人口密度7.8人/平方公里。